# Nuestra Señora de Loreto
Nuestra Señora de Loreto és una missió jesuítica situada al municipi de Candelaria, a la província de Misiones (Argentina). Era una de les missions o reduccions fundada al segle xvii pels Jesuïtes a Amèrica durant la colonització espanyola d'Amèrica. Estan inscrites a la llista del Patrimoni de la Humanitat des del 1983.